# Romain Saïss
Romain Ghannam Saïss (Bourg-de-Péage, 26 de março de 1990) é um futebolista marroquino nascido na França, que atua como zagueiro e volante. Atualmente, defende o Al-Sadd.

## Carreira
Saiss fez parte do elenco da Seleção Marroquina de Futebol na Campeonato Africano das Nações de 2017 e na Copa do Mundo de 2018, na Rússia.

## Títulos
Wolverhampton Wanderers
- EFL Championship: 2017–18[2]